# シラメシン
シラメシン（英: siramesine）は、σ2サブタイプに選択性を持つシグマ受容体アゴニストである。動物実験では、抗不安薬及び抗うつ薬の効果が示されている。不安症の治療を目的としてルンドベックが開発したが、治験によりヒトには効果がないことが判明して開発は中断した。
シラメシンは、NMDA受容体アンタゴニストと共に投与することで、抗うつ効果が増進することが示されている。また、コカインのσ2受容体に対する活性の研究にも用いられ、in vitroとin vivoの双方での抗がん作用が示されている。